# Four Brothers
Pour l’article homonyme, voir Four Brothers (groupe).
Clip vidéo
[vidéo] « Woody Herman - Four Brothers », sur YouTube
[vidéo] « Lambert, Hendricks & Ross, Jon Hendricks - Four Brothers », sur YouTube
[vidéo] « Anita O'Day - Four Brothers (version scat) », sur YouTube
Four Brothers (Quatre frères) est un standard de jazz américain, du compositeur-arrangeur-saxophoniste Jimmy Giuffre, qui l'enregistre chez Columbia Records en 1948 avec le big band de Woody Herman, et son quartet de saxophonistes Stan Getz, Zoot Sims, Herbie Steward et Serge Chaloff. Ceux ci prennent le surnom de The Four Brothers ou The Four Brothers Band à la suite du succès international de ce titre. Le groupe vocal Lambert, Hendricks & Ross reprend ce standard de scat avec succès en 1958, avec des paroles de Jon Hendricks.

## Histoire
Le saxophoniste Jimmy Giuffre compose et arrange ce titre pour le big band du saxophoniste Woody Herman,,, qui l’enregistre à Hollywood en Californie en 1947 (haut lieu du jazz West Coast des années 1950) avec sa section de saxophonistes Stan Getz, Zoot Sims, Herbie Steward (puis Al Cohn) au saxophone ténor, et Serge Chaloff au saxophone baryton (avec également Sam Marowitz (de) au saxophone alto). Ces derniers adoptent entre 1947 et 1949 le nom de ce succès et de cet indicatif musical de leur big band,,. Stan Getz (surnommé « The Sound ») lance son importante carrière internationale de saxophoniste de jazz West Coast-cool jazz avec ce premier grand succès.

## Analyse musicale
Si l'écriture utilisée par Giuffre n'était pas nouvelle (harmonisation verticale d'une mélodie), c'est d'une part la ligne mélodique du thème qui emprunte le vocabulaire d'une version orchestrale du style bebop des années 1940, et d'autre part le phrasé et la sonorité des saxophonistes jazz West Coast de l'époque qui donne à cette composition toute sa nouveauté inédite. Stan Getz, Al Cohn, et Zoot Sims s'inspirent du style cool jazz en vogue du saxophoniste Lester Young pour l’interpréter. L'originalité de Four Brothers réside dans l'exploitation collective dans cette nouvelle approche de l'instrument, d'où un « son de section » tout à fait nouveau pour l'époque. Cet apport est spécifique aux saxophonistes, les autres instruments à vent (trompette et trombone) n'adopteront pas le même bouleversement.

## Reprises et adaptations
Le terme « Brothers » fut ensuite appliqué par extension à tous les saxophonistes qui se réclamèrent de ce style, tels Al Cohn, Bill Perkins, et Richie Kamuca (album The Brothers! (en) de 1956)...
Ce standard de jazz est repris ou adapté par de nombreux interprètes, dont Gerry Mulligan Quartet (avec Chet Baker, Five Brothers, 1949), Stan Getz (Five Brothers, 1951), Jimmy Giuffre (le compositeur, sur son premier album Jimmy Giuffre, 1955, et album The Four Brothers Sound (en), 1959), Lambert, Hendricks & Ross (avec des paroles inspirées du scat de Jon Hendricks, 1958), Anita O'Day (version scat, 1958), Art Pepper (album Art Pepper+Eleven : Modern Jazz Classics, 1958), Charlie Parker (version bebop, 1978), The Manhattan Transfer (Pastiche (album) (en), 1978)...

## Distinction
En 1984, l'enregistrement original de Woody Herman et son orchestre reçoit le Grammy Hall of Fame Award.

## Sources
- Alain Tercinet, Four Brothers in Dictionnaire du Jazz, Robert Laffont, 1993